# Jean-Paul Salomé

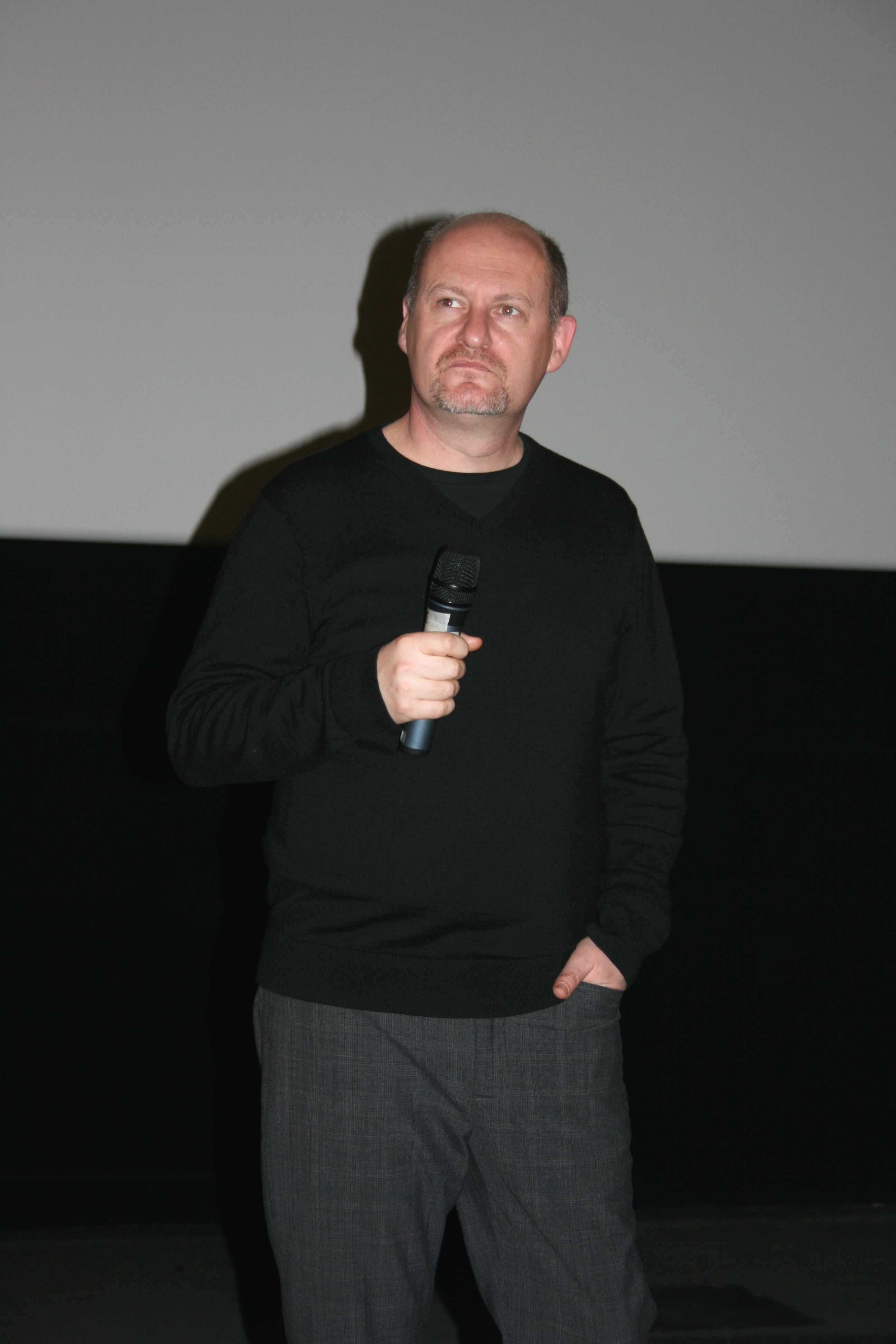
Jean-Paul Salomé in Paris im Februar 2008.

Jean-Paul Salomé (* 1960 in Paris) ist ein französischer Regisseur und Drehbuchautor.

## Leben
Salomé studierte Filmwissenschaft an der Sorbonne, bis er sein Studium abbrach, um 1981 bei Claude Lelouch an dessen Film Ein jeglicher wird seinen Lohn empfangen… als Hilfskraft mitzuarbeiten. In den Jahren 1983 und 1984 entstanden die Dokumentationen L’heure d’aimer und La petite commission. Im Jahr 1991 führte Salomé Regie bei dem Fernsehfilm Crimes et jardins, für den er auch das Drehbuch schrieb.
Die Komödie Rache ist weiblich aus dem Jahr 1994, mit Annie Girardot in der Hauptrolle war Salomés erste Regiearbeit bei einem Kinofilm. Für diesen Film wurde Salomé auf dem Cognac Festival du Film Policier mit dem Spezialpreis der Jury ausgezeichnet. Bei dem 2004 erschienenen Film Arsène Lupin – Der König unter den Dieben schrieb Salomé ebenfalls das Drehbuch und führte die Regie.
Im Jahr 2006 war er Jurymitglied der Internationalen Filmfestspiele von Cannes.
Im Jahr 2023 wurde er in die Orizzonti-Wettbewerbsjury der 80. Filmfestspiele von Venedig berufen, nachdem er im Jahr zuvor mit Die Gewerkschafterin in der Sektion vertreten war.

## Filmografie (Auswahl)
- 1994:	Rache ist weiblich (Les braqueuses)
- 1998:	Restons groupés
- 2001: Belphégor (Belphégor – Le fantôme du Louvre)
- 2004: Arsène Lupin – Der König unter den Dieben (Arsène Lupin)
- 2008: Female Agents – Geheimkommando Phoenix (Les femmes de l’ombre)
- 2010: Das Chamäleon (The Chameleon)
- 2013: Je fais le mort
- 2020: Eine Frau mit berauschenden Talenten (La daronne)
- 2022: Die Gewerkschafterin (La Syndicaliste)